# Bas Roorda
Bas Roorda (Assen, 13 februari 1973) is een Nederlands sportbestuurder en voormalig profvoetballer. Roorda speelde als doelman bij FC Groningen, N.E.C., Roda JC en PSV. Vanaf het  seizoen 2012/13 tot en met seizoen 2016/17 was hij werkzaam als teammanager van FC Groningen, als opvolger van de vertrokken Theo Huizinga.
In 2017 werd hij in die rol opgevolgd door Edwin Bolt, waarna hij zelf als keeperstrainer aan de club verbonden bleef.

## Spelerscarrière
Roorda begon zijn loopbaan bij FC Groningen als tweede doelman achter Patrick Lodewijks. Na vier seizoenen, waarin hij 26 keer het doel verdedigde, vertrok hij naar N.E.C.. In Nijmegen was hij meteen eerste keus en speelde hij in vier seizoenen 127 wedstrijden. In 2000 vertrok hij naar Roda JC waar hij weer tweede doelman werd. In zijn eerste seizoen keepte hij nog veertien wedstrijden maar in het seizoen 2003/2004 zat hij alle wedstrijden op de bank. In 2004 is hij weer teruggegaan naar FC Groningen om Roy Beukenkamp op te volgen als keeper van de plaatselijke FC. In zijn eerste seizoen keepte hij alle 34 wedstrijden. Gedurende het seizoen 2006/2007 verloor hij zijn plaats als eerste keeper van FC Groningen aan Brian van Loo.
Op 5 juni 2007 werd bekend dat PSV de doelman overneemt. Hij tekent bij PSV een contract voor twee seizoenen. Ook hier werd Roorda tweede keeper. In zijn eerste seizoen bij PSV keepte hij exact 29 minuten, in de wedstrijd in de kwartfinale UEFA-Cup in Florence tegen Fiorentina, waar hij eerste doelman Gomes moest vervangen. In de twee seizoenen daarna maakte hij geen minuten in het eerste elftal. Na zijn derde seizoen bij PSV besloot de club zijn contract niet te verlengen en ging de toen 37-jarige doelman naar amateurclub Wilhelmina Boys uit Best. Naast zijn werk als keeper was Roorda bestuurslid van de VVCS waar hij na zijn actieve loopbaan ook werkzaam was als spelersbegeleider. Hij volgde in 2011 Hans Segers op als keeperstrainer voor de jeugd bij PSV.

## Verdere carrière
Na een seizoen als keeperstrainer voor de jeugd van PSV gaat Bas Roorda met ingang van het seizoen 2012-2013 aan de slag als teammanager voor het eerste elftal van FC Groningen, waar hij Theo Huizinga opvolgt. Roorda woont in Helpman. In 2020 maakt hij de overstap naar PSV waar hij als teammanager functioneert.

## Clubstatistieken
| Seizoen             | Club                | Competitie          | Duels | Goals |
| ------------------- | ------------------- | ------------------- | ----- | ----- |
| 1992/93             | FC Groningen        | Eredivisie          | 5     | 0     |
| 1993/94             | FC Groningen        | Eredivisie          | 9     | 0     |
| 1994/95             | FC Groningen        | Eredivisie          | 10    | 0     |
| 1995/96             | FC Groningen        | Eredivisie          | 2     | 0     |
| 1996/97             | N.E.C.              | Eredivisie          | 32    | 0     |
| 1997/98             | N.E.C.              | Eredivisie          | 34    | 0     |
| 1998/99             | N.E.C.              | Eredivisie          | 27    | 0     |
| 1999/00             | N.E.C.              | Eredivisie          | 34    | 0     |
| 2000/01             | Roda JC             | Eredivisie          | 14    | 0     |
| 2001/02             | Roda JC             | Eredivisie          | 2     | 0     |
| 2002/03             | Roda JC             | Eredivisie          | 13    | 0     |
| 2003/04             | Roda JC             | Eredivisie          | 0     | 0     |
| 2004/05             | FC Groningen        | Eredivisie          | 34    | 0     |
| 2005/06             | FC Groningen        | Eredivisie          | 34    | 0     |
| 2006/07             | FC Groningen        | Eredivisie          | 29    | 0     |
| 2007/08             | PSV                 | Eredivisie          | 0     | 0     |
| 2008/09             | PSV                 | Eredivisie          | 0     | 0     |
| 2009/10             | PSV                 | Eredivisie          | 0     | 0     |
| Totaal              | Totaal              | Totaal              | 279   | 0     |
| Totaal FC Groningen | Totaal FC Groningen | Totaal FC Groningen | 123   | 0     |
| Totaal NEC          | Totaal NEC          | Totaal NEC          | 127   | 0     |
| Totaal Roda JC      | Totaal Roda JC      | Totaal Roda JC      | 29    | 0     |

## Erelijst
- Kampioen van Nederland: 2008 (PSV)
- Johan Cruijff Schaal: 2008